# Livingston megye (New York)
Livingston megye az Amerikai Egyesült Államokban, azon belül New York államban található. Megyeszékhelye és legnagyobb városa Geneseo. Lakosainak száma 61 834 fő (2020. április 1.). Livingston megye Monroe, Allegany, Wyoming, Genesee, Ontario és Steuben megyékkel határos.

## Népesség
A megye népességének változása:
| Lakosok száma | 65 387 | 64 982 | 64 939 | 64 705 | 64 717 | 61 834 |
|               | 2010   | 2011   | 2012   | 2013   | 2015   | 2020   |